# Баритон (музичний інструмент)
Баритон або баритонгорн (нім. Bariton, Baritonhorn) — мідний духовий музичний інструмент з родини бюґельгорнів. Раніше мав три, а нині зазвичай чотири поворотні вентилі. За зовнішнім виглядом дуже подібний до тенора (теноргорна). Як і тенор, баритон налаштований у B (сі-бемоль), але має ширшу мензуру. Звучить за допомогою чашоподібного мундштука.

## Конструкція
У Центральній та Східній Європі найчастіше використовується овальна (богемська) форма баритона, хоча історично поширеною була і пряма (німецька) форма. У танцювальній та народній музиці прижився варіант із прямим корпусом і розтрубом, спрямованим уперед — т. зв. bellfront (часто званий також Oberkrainerbariton). У духових оркестрах баритон дедалі частіше конкурує з євфоніумом — інструментом із західноєвропейської, передусім англосаксонської традиції. Всі баритони мають загальну довжину трубки близько 2,62 м.

Баритон з переднім розтрубом
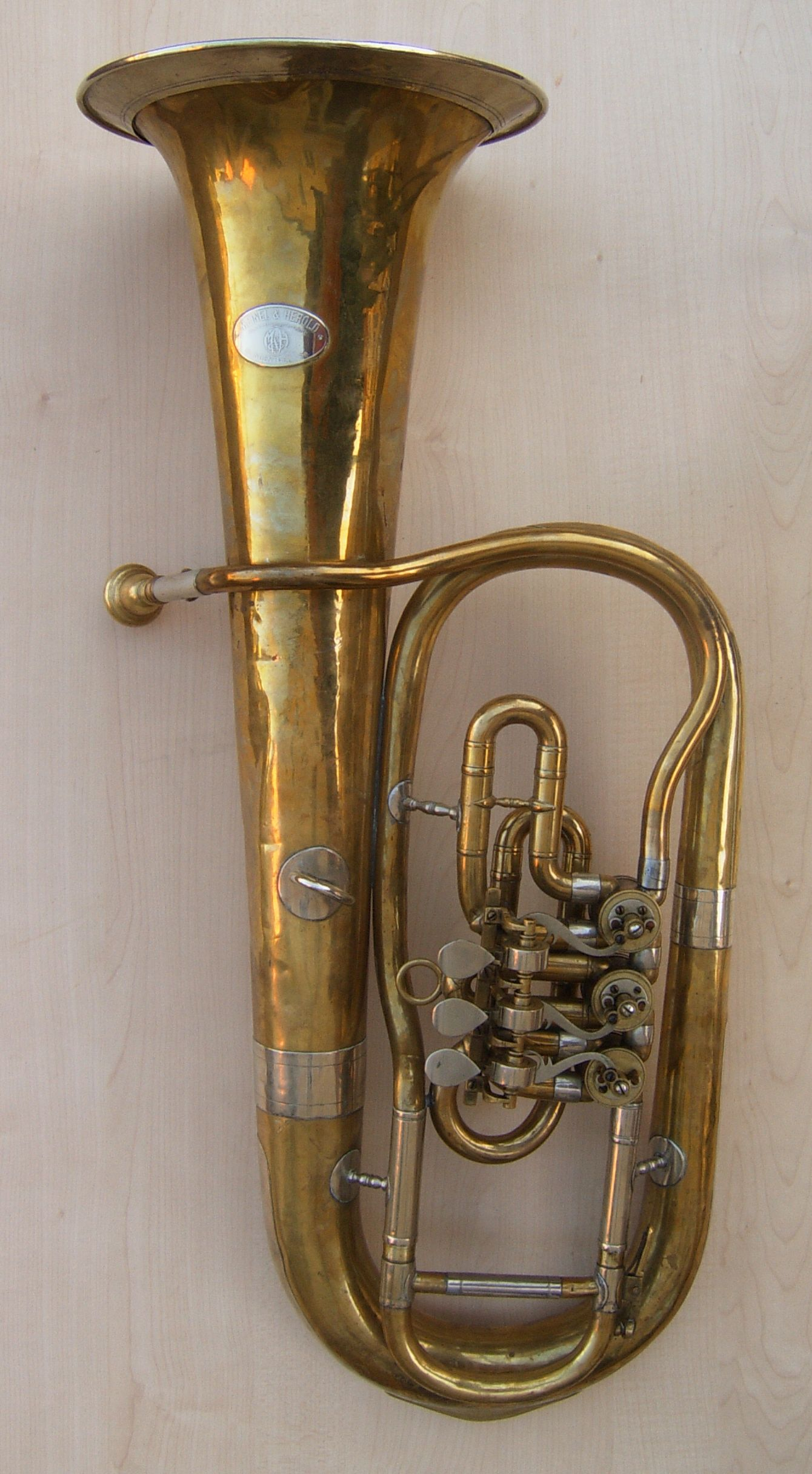
Баритон німецької конструкції
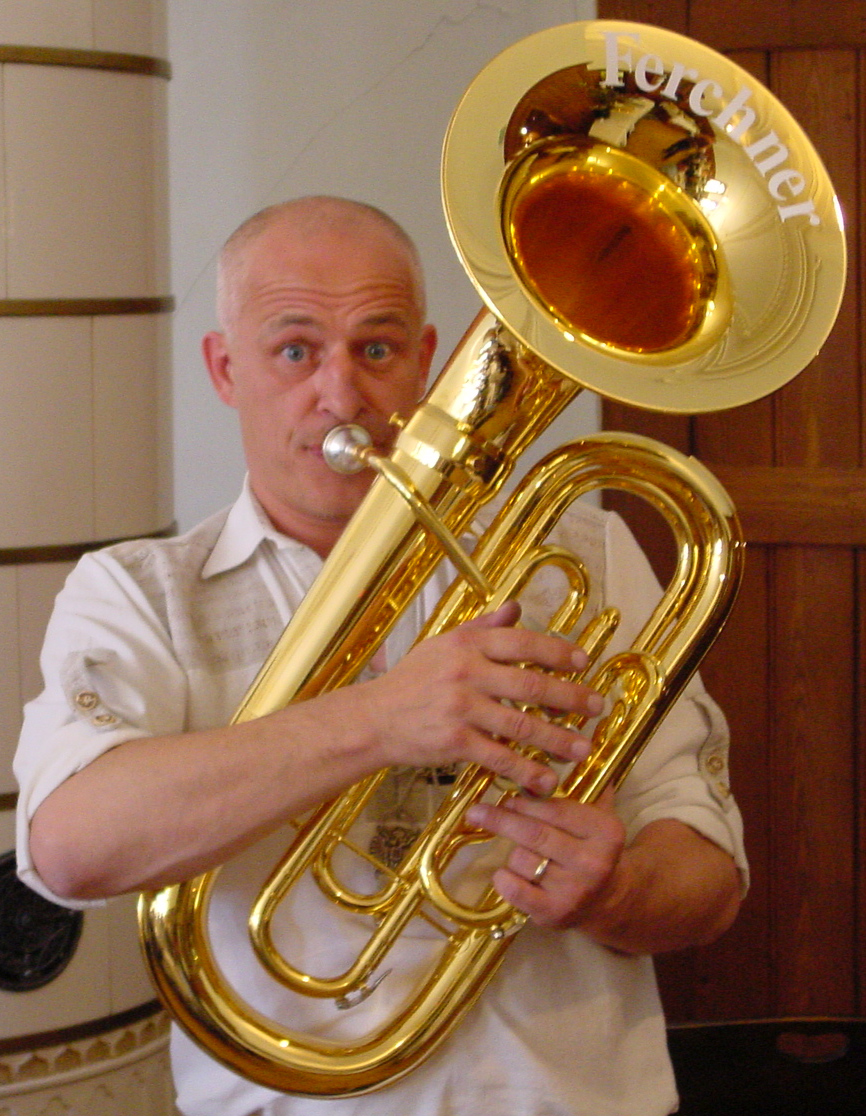
Позолочений баритон із переднім розтрубом

## Відмінності від тенора та евфоніума

Евфоніум

Основна відмінність від тенора — у ширшій, більш конічній мензурі баритона. Евфоніум має ще ширшу мензуру й зазвичай оснащується помповими вентилями.
Завдяки широкій мензурі на баритоні легше грати педальні звуки (основні тони), ніж на тенорі. Крім того, баритон має м'якший тембр і більш насичене звучання в нижньому регістрі. Ширша мензура також робить інтонацію більш гнучкою, що дозволяє виконавцеві коригувати фальшиві звуки за допомогою амбушура.
Поширене уявлення, ніби баритон має чотири або п'ять вентилів, а теноргорн — лише три, не зовсім точне. Існують баритони з трьома вентилями та теноргорни з чотирма. Четвертий вентиль (квартвентиль) покращує інтонацію деяких звуків і розширює діапазон інструмента донизу.
Партії для тенора зазвичай записуються транспоновано у скрипковому ключі (в B), тоді як для баритона й евфоніума — також у басовому ключі (в C). У Південній Німеччині, Австрії та Швейцарії традиційною є B-нотація у скрипковому ключі, оскільки багато баритоністів починали як трубачі або флюгельгорністи. У сучасній практиці дедалі частіше застосовується звучна (не транспонована) нотація у басовому ключі.
У духових хорах баритон зазвичай використовується для басових партій, а тенор — для тенорових. Обидві партії найчастіше записуються у басовому ключі.

## Використання
Баритон найчастіше застосовується в духовій музиці. У традиційних полках та марші йому часто відводиться мелодична або контрапунктова роль, іноді у паралелях із теноргорном (у терціях, секстах або унісоні). У симфонічній літературі тенор зазвичай виконує роль віолончелі, тоді як баритон є зв'язною ланкою між теноровими та басовими голосами. Разом із двома партіями флюгельгорна тенор і баритон формують мідний еквівалент чотириголосного струнного ансамблю.
За останні десятиліття зросли впливи англійської, американської та бенелюксівської оркестрової традиції. Там зазвичай використовують лише один-два евфоніуми без поділу на тенор і баритон, часто з одноголосними партіями. Це створює проблеми балансу в оркестрах, які використовують як тенори, так і баритони, і призводить до втрати характерного звучання цих інструментів.
Рідше баритон з'являється в симфонічному оркестрі, де його роль традиційно виконують тромбони, валторни або вагнерівські туби. Відомими прикладами використання баритона є музика до фільму Парк Юрського періоду Джона Вільямса (соло у фіналі) та вступна заставка студії Disney (зокрема у фільмі Історія іграшок з музикою Ренді Ньюмана), де замість тенорових тромбонів використовуються два баритони.